# Wad ben Naga

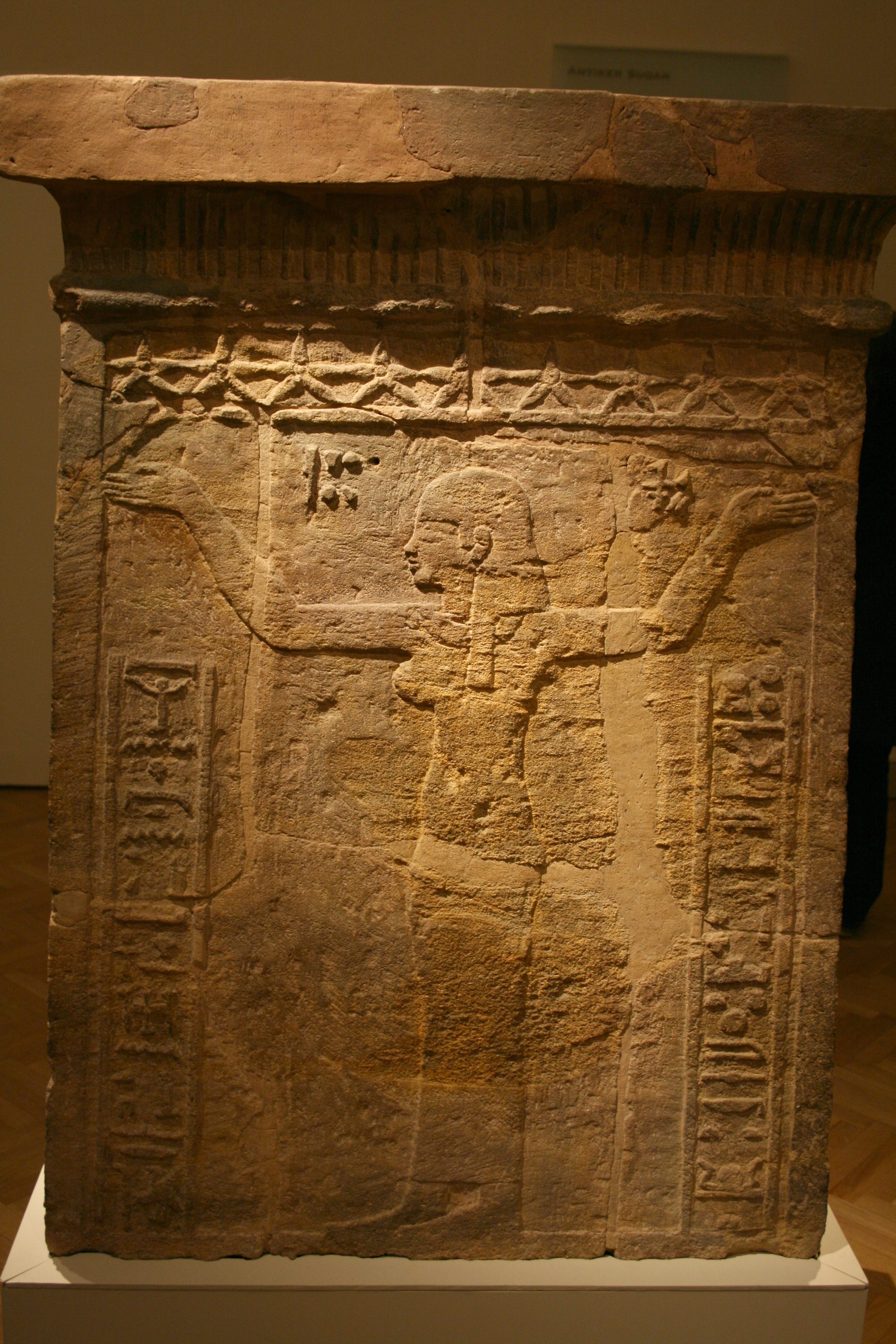
Barkenuntersatz (Berlin)

Wad ben Naga (auch Wad ban Naga, Wad ban Naqa, Abou Naga, Benaga) ist der Name einer Ruinenstätte im heutigen Sudan. Der Ort liegt etwa 80 km stromaufwärts von Meroe, an der östlichen Seite des Nils, nahe der Straße etwa 40 Kilometer südwestlich Shendi und ist nicht zu verwechseln mit der Ruinenstätte Naqa.
Der Ort ist bisher wenig erforscht, und Ruinen eines Isis-Tempels, die noch im 19. Jahrhundert zu sehen waren, sind mittlerweile zerstört. Er wurde wohl von Natakamani erbaut. Ein Barkenuntersatz, der sich an diesem Ort fand und 1844 von Richard Lepsius nach Berlin geschickt wurde, half Francis Llewellyn Griffith, die meroitische Schrift (jedoch nicht die Sprache) zu entziffern. Meroitische Schrift und  ägyptische Hieroglyphen tauchen hier zusammen auf. Wad ban Naqa ist vor allem als Standort eines Palastes aus der Zeit 15–0 v. Chr. bekannt, um den herum sich weitere Gebäude befanden. Der Palast aus zumeist ungebrannten Lehmziegeln wurde 1959 bis 1960 ausgegraben. Er ist ca. 61 m im Quadrat groß. Der Plan zeigt vor allem eine Anzahl von langen Räumen und Korridoren, die wohl als Magazine benutzt wurden. Die eigentlichen Wohnräume befanden sich wohl im Obergeschoss. Eine Inschrift, die sich hier fand, deutet an, dass Amanishakheto diesen Palast erbaute.
Weiterhin finden sich Grundmauern mehrerer Tempel auf dem Gelände. In nördlicher, wie auch in südlicher Richtung des meroitischen Stadtgebietes schließen sich größere Friedhöfe mit mehreren Tumulusgräbern an, die wohl in die Post-Meroitische Periode datieren.
Südlich des Palastes steht ein rundes Gebäude unbekannter Funktion, dessen Mauern noch bis zu 3 m hoch anstehen.
Aufgrund der eher seltenen Verwendung von Stein als Baustoff wurde zumeist der lokale Zugang zum Nil bei der Herstellung von Lehmziegeln genutzt. Da die meisten Gebäude aus größtenteils ungebrannten Lehmziegeln errichtet und anschließend verputzt wurden, ist der generelle Erhaltungszustände im Vergleich mit anderen bekannten meroitischen Stätten, wie Naga oder Mussawwarat es-Sufra als sehr schlecht einzustufen, da jährlich auftretende heftige Regenschauer die Ziegelstrukturen auflösen. So zeigt sich im Vergleich mit Aufnahmen des Palastes seit seiner Ausgrabung ein Verlust großflächiger Mauerstrukturen. Ähnlich verhält es sich mit dem Rundgebäude, welches ebenfalls ohne Konservierungsmaßnahmen der Witterung offen gegenüberstand. 
Seit 2009 gräbt ein tschechisches Archäologenteam des Prager Nationalmuseums in Wad Ben Naga.   